# Mikházi ferences templom és kolostor
A mikházi ferences templom és kolostor az erdélyi 17. századi késő reneszánsz építészet egyik egyedülálló szakrális emléke. Az épületegyüttes alapítása összefügg az erdélyi vallási élet és katolikus egyházszervezés 17. századi viszonyaival. 
1635-ben boszniai ferencesek telepedtek le Mikházán, később 1667-ben a rendházat az erdélyi magyar ferencesek vették át. Az itteni ferences kolostor a 17-18. században a székelység, elsősorban a felső Nyárádmente katolikus közösségének egyik legfontosabb központja volt.

## Elhelyezkedése
Az épületegyüttes Mikháza északkeleti határában, a Bekecs-hegy egyik alsó teraszán áll.

## Története
Szent István királynak szentelt első mikházi templom (kápolna) és kolostor építéséhez a marosszéki főkapitány, Tholdalagi Mihály 1635-ben telket adományozott. A kolostor megalapításáról és az  adományozásról megkötött egyezséget Tholdalagi Mihály és felesége, Mihálcz Erzsébet írta alá 1635-ben. Makodi Gergely udvarházát, annak udvarával, kertjével együtt a ferenceseknek ajándékozták. Tholdalagi más főurakkal együtt ezen túlmenően pénzt is adományoztak a szerzetescellák és egy kápolna megépítéséhez. Az egyezség azt is tartalmazta, hogy Tholdalagit halála után a mikházi kolostorba temessék el. Noha a református fejedelmek korában tilos volt a kolostorépítés, az Erdélyi Római Katolikus Státusnak sikerült kieszközölnie az engedélyt Brandenburgi Katalintól, hogy az 1603-ban lerombolt tövisi kolostor helyett újat építsenek. Az engedélyt I. Rákóczi György, II. Rákóczi György és I. Apafi Mihály is megerősítette. Az első kolostorépület cellái fából és vesszőből épültek, és bosnyák ferencesek laktak benne, akiket azonban a renden belüli ellentétek miatt 1666-ban elűztek.
Az itt felépült első, téglalap alakú hajóból és egyenes záródású szentélyből, valamint a szentélyhez északról csatlakozó toronyból álló templom falait nagy részben a ma is álló ferences templom őrizte meg.
A tatárok 1661. évi pusztításait követően, Kájoni János házfőnöksége idején a szentély-hajó térfűzésű kis templomot egy északi mellékhajóval bővítették, ezenkívül a déli oldalon egy kápolnát, a nyugati részen pedig kórust emeltek. Ezzel egy időben, 1667–1678 között építették fel a kolostor épületét is. Az építkezéshez felhasználták a közeli római castrum köveit is. A templom és kolostor utcai bejáratához 1673-ban székelykaput állítottak. A templom első orgonáját, amely 1707-ig volt használatban, maga Kájoni János készítette. A templom felszentelését 1692. június 11-én végezte Dluszki Jakab bákói püspök.
A nyolcszögű torony eredetileg elég alacsony volt, a második szintje 1708-ban, a harmadik a 20. század elején épült meg.
A templom főoltárát a 17. század utolsó negyedében állították fel, és ugyancsak ekkor készültek el  a Szűz Máriának, Szent Annának, Szent Antalnak, Szent Ferencnek szentelt mellékoltárok is. A 17. századi erdélyi oltárépítészet emlékei közé tartozó oltáregyüttes a csíksomlyói, a 17. század végi oltárkészítő műhely tevékenységéhez köthető.
1912-ben egy vihar ledöntötte a székelykaput, amelyet aztán a budapesti Néprajzi Múzeumba szállítottak.
A templom jelenleg Nyárádköszvényes filiája. A rendházat 1949-ben államosították. Az épületben 1952 óta elmegyógyintézet működik.
A kolostor mintegy négyezer kötetes könyvtárának nagy része a Teleki Tékába került, néhány kötet a Maros Megyei Könyvtárba illetve a dési ferences kolostorban található.
Az épületegyüttes országos jelentőségű műemlék, a hivatalos műemlékjegyzékben a MS-II-m-A-15618 jelzéssel szerepel.
A templomépület homlokzatain 2002-2004 között Emődi Tamás és Kiss Lóránd végeztek feltárási munkálatokat, ekkor kerültek felszínre a 17. századi falfestések, valamint a diadalív 18. századi felirata is, valamint a déli oltár alól előkerült a kolostoralapító Tholdalagi Mihály anyjának, Harinnai Farkas Katalinnak alakos, padlóba süllyesztett síremléke , és egy másik sírkőlap is.
A 2004-2005 között végzett helyreállítási munkák során valósult meg a födém javítása, valamint a homlokzat stukkós, festett díszítésének és a belső falfelületnek a restaurálása is.

## Leírása
A 17. században épült templom és kolostor az erdélyi késő reneszánsz építészet egyik legjelentősebb emléke. A templomnak máig fennmaradt értékes faberendezése között a sekrestye szekrény-oltára egyedülálló. 